# Nikša Petrić
Nikša Petrić (1946. – Hvar, 22. travnja 2010.), bio je hrvatski arheolog, povjesničar i hrvatski pjesnik.

## Životopis
Studirao je arheologiju u Beogradu i Zagrebu. Surađivao je s nekoliko nastavnika na zanimljivim i važnim iskapanjima, a ubrzo se i zaposlio u Arheološkom kabinetu HAZU (ondašnja JAZU) što ga je vodio doajen struke Grga Novak. 
Petrić je kao malotko ostao je vezan uz monumentalnu baštinu književnika hvarskoga kruga: Lucića i Hektorovića, Gazarovića i Biundovića, a istovremeno se potrudio biti poniznim nastavljačem sustavnog djelovanja regionalnih povjesničara i lokalnih polihistora, u rasponima od Ljubića i Boglića, Machieda, Nisitea i Novaka, pa sve do Kasandrića i Dubokovića Nadalinija. Pisao je i o inim hrvatskim srednjovjekovnim pjesnicima (Antonius Gallopa). Bio je fasciniran Matijom Ivanićem.
U javni život ušao je kao - pjesnik. Bilo je to u vrijeme hrvatskog proljeća. Na natječaju Narodnog sveučilišta – ranih sedamdeseih godina prošlog stoljeća – njegov je rukopis prepoznat i nagrađen, pa je došlo do tiskanja prve pjesničke zbirke, pod amblematičnim naslovom Metamore. Očekivano, karakterizirala ga je mediteranska slikovitost, ali isticao se i lapidarnošću stila i meditativnim odmakom od izravnosti svjedočenja. S nekoliko književnih kritika produbio je literarnu motivaciju i nametnuo kao više no obećanje također na tom području. Za Metamore je dobio nagradu Antun Branko Šimić.
Kao arheolog bavio se svojim vlastitim zavičajem. Među njegova najveća otkrića spada desetljećima izgubljeni dokument kojim se potvrđuje da je hvarsko kazalište bilo radilo i u 17. stoljeću, samo pola stoljeća nakon što je inaugurirano na katu Arsenala. Strastveno je iznosio i branio hrabre teorije koje su bile znatno drukčije od teorija glavnine autora. Neke su bile malo više zavičajno obojene, no to nije umanjivalo znanstvenost njegova pristupa. Stari su mu povijesni bili bitni i sveudilj je isticao kako su bitno. Pri tome je isticao pomalo zanemarenu Venecijanske kronike Ivana Đakona iz vremena oko 1000. godine. Uz pomoć tih starih izvora nastojao je dokazati postojanje gradova na Korčuli, Visu i Hvaru. Nizom samostalnih priloga Nikša Petrić posebno je osvijetlio neke važne probleme lokalne spomeničke baštine: uz arheološki supstrat proučavao je i srednjovjekovni urbanizam grada Hvara, problematiku hvarske biskupije, pionirska razdoblja hrvatske arheologije, hrvatskoj sakralnoj i ladanjskoj arhitekturi, podvodnoj arheologiji, ranosrednjovjekovnim civitasima srednjodalmatinskih otoka, ali i o netipičnim temama (promatranje kometa u Meksiku 1680. hrvatskog isusovca Ivana Ratkaja), maslinarstvu i dr.
Domovinski rat ostavio je traga i na njemu. Prve mu je godine rata poginuo sin Toni, junak Domovinskog rata. Zadnjih desetljeća života pao je u stvarateljsku krizu. Kad je prizdravio, iz velikog se grada povukao na rodni otok. Dugo je vremena trebalo da ponovno počne sustavnije i intenzivnije pisati, premda nikad nije izgubio iz vida svoje obveze i mogućnosti, niti se predao dokolici. U otočnoj izolaciji pribrao je snage, što je potom rezultiralo novim istraživanjima u arhivima i knjižnicama te je opet dao intenzivno pisati djela.
Djela mu nisu sabrana u svezak, ali je uspio urediti zbornik tekstova o drevnom hvarskom kazalištu, niz sinteza o pretpovijesti otoka Hvara, odnosno neolitiku Hvara i Pelješca, ali i drugih hrvatskih južnih priobalnih i otočkih gradova. Ističu se njegovi radovi o manje poznatim pretpovijesnim gradinama, a od značaja su Petrićevi njegovi sintetski pogledi na kasnoantičku civilizaciju Jadrana.
Pokopan je u Velom Grobju.

## Djela
- prireditelj
- Hvarsko kazalište : zbornik radova, 2005.,
- Pjesni Hvara, antologija, 2003.

- autor
- Metamore, zbirka pjesama, 1971.
- (suautor) Dominikanski samostan sv. Petra Mučenika u Starom Gradu na Hvaru (tekstovi Mario Marinov i suautori, fotografije Pawel Jaroszewski)
- (suautor) Ruzmarinska zadruga 1892., 2007.
- Venezia e Hvar: Tracce culturali nei secoli = Venecija i Hvar:Kulturni tragovi kroz stoljeća (prevela Alessandra Tudor, fotografije Ivo Vučetić, Zdravko Tudor), 2009.

Članci su mu objavljeni u časopisima i zbornicima: Hvarski zbornik, Diadora, Dubrovnik (Matica hrvatska), Mogućnosti, Prilozi povijesti umjetnosti u Dalmaciji, Bilten hvarske zvjezdarnice, Starohrvatska prosvjeta, Prilozi Instituta za arheologiju u Zagrebu, Histria antiqua, Vjesniku za arheologiju i historiju dalmatinsku, Histria archaeologica, splitskom listu Adriasu, Hortus artium medievalium, listu župe Sv. Stjepana na Hvaru i dr.